# Briquemesnil-Floxicourt
Briquemesnil-Floxicourt è un comune francese di 163 abitanti situato nel dipartimento della Somme nella regione dell'Alta Francia.

## Società

### Evoluzione demografica
Abitanti censiti